# 格兰贝克
格兰贝克是德国石勒苏益格－荷尔斯泰因州的一个市镇。总面积12.66平方公里，总人口425人，其中男性201人，女性224人（2011年12月31日），人口密度34人/平方公里。